# Stade Cars Jeans
Le stade Cars Jeans (en néerlandais : Cars Jeans Stadion ; ancien nom : Stade Kyocera - en néerlandais : Kyocera Stadion) est un stade de football néerlandais situé à La Haye. 
Ce stade de 15 000 places accueille les matches à domicile du ADO La Haye.